# 2e division d'infanterie « Varsovie »
Pour les articles homonymes, voir 2e division.
Ne doit pas être confondu avec 2e division d'infanterie polonaise.
La 2e division d'infanterie « Varsovie » Henryk Dąbrowski (polonais : 2 Warszawska Dywizja Piechoty im. Henryka Dąbrowskiego) est une division d'infanterie créée en 1943 dans le cadre de la 1re armée polonaise combattant aux côtés de l'Armée rouge de l'URSS. 
Elle combat près de la Vistule et de Varsovie, en Poméranie et lors de la bataille de Berlin, avant d'être en grande partie dissoute lors d'une réorganisation en 1956, avec des traditions héritées de la 2e division mécanisée « Varsovie » (elle-même basée également sur la 7e division d'infanterie).